# جوسيمار موسكيرا
جوسيمار موسكيرا انغولو (بالإسبانية: Josimar Mosquera)‏ (ولد في 12 أكتوبر 1982 في مدينة أنتيوكيا) هو لاعب كرة القدم كولومبي وهو مدافع يلعب حاليا لأهلي جدة في المملكة العربية السعودية.

## روابط خارجية
- جوسيمار موسكيرا على موقع قاعدة بيانات كرة القدم.إي يو (الإنجليزية)
- جوسيمار موسكيرا على موقع ناشيونال فوتبول تيمز (الإنجليزية)
- جوسيمار موسكيرا على موقع Soccerway.com (الإنجليزية)